# Cameron (Arizona)
Pour les articles homonymes, voir Cameron.
Cameron est une census-designated place (CDP) située dans le comté de Coconino, en Arizona.